# Eucelofyz
Eucelofyz (Eucoelophysis) – rodzaj gada należącego do taksonu Dinosauriformes. Żył w późnym triasie (noryk) na terenie dzisiejszego stanu Nowy Meksyk w Stanach Zjednoczonych. Jego nazwa oznacza „prawdziwie wydrążona forma”.
Początkowo został uznany za przedstawiciela rodziny celofyzów (Coelophysidae), jednak badania Nesbitta, Irmisa i Parkera w 2005 wykazały, że jest blisko spokrewniony z silezaurem. Hipotezę tę wsparły niezależne badania Ezcurry z 2006, w których określił on eucelofyza jako takson siostrzany do Dinosauria i silezaurem jako następnym najbardziej bazalnym taksonem.
Relacje eucelofyza i silezaura nie są jednak ostatecznie ustalone, gdyż Jerzy Dzik uznał rodzaj Silesaurus za należący do Dinosauriformes, jednak nie wykluczył możliwości, że jest to prymitywny przedstawiciel dinozaurów ptasiomiednicznych (Ornithischia).

## Filogeneza
Uproszczony kladogram za Ezcurra, 2006
|         | Silesaurus                                                   |
|         |                                                              |
| unnamed | \| \| Eucoelophysis \| \| \| \| \| \| Dinosauria \| \| \| \| |
|         | \| \| Eucoelophysis \| \| \| \| \| \| Dinosauria \| \| \| \| |
|         | Eucoelophysis                                                |
|         |                                                              |
|         | Dinosauria                                                   |
|         |                                                              |

|  | Eucoelophysis |
|  |               |
|  | Dinosauria    |
|  |               |

|         | Silesaurus                                                   |
|         |                                                              |
| unnamed | \| \| Eucoelophysis \| \| \| \| \| \| Dinosauria \| \| \| \| |
|         | \| \| Eucoelophysis \| \| \| \| \| \| Dinosauria \| \| \| \| |
|         | Eucoelophysis                                                |
|         |                                                              |
|         | Dinosauria                                                   |
|         |                                                              |

|  | Eucoelophysis |
|  |               |
|  | Dinosauria    |
|  |               |

|         | Silesaurus                                                   |
|         |                                                              |
| unnamed | \| \| Eucoelophysis \| \| \| \| \| \| Dinosauria \| \| \| \| |
|         | \| \| Eucoelophysis \| \| \| \| \| \| Dinosauria \| \| \| \| |
|         | Eucoelophysis                                                |
|         |                                                              |
|         | Dinosauria                                                   |
|         |                                                              |

|  | Eucoelophysis |
|  |               |
|  | Dinosauria    |
|  |               |

|         | Silesaurus                                                   |
|         |                                                              |
| unnamed | \| \| Eucoelophysis \| \| \| \| \| \| Dinosauria \| \| \| \| |
|         | \| \| Eucoelophysis \| \| \| \| \| \| Dinosauria \| \| \| \| |
|         | Eucoelophysis                                                |
|         |                                                              |
|         | Dinosauria                                                   |
|         |                                                              |

|  | Eucoelophysis |
|  |               |
|  | Dinosauria    |
|  |               |

Kladogram za Ezcurra, 2006
```
Ornithodira

|--
Pterosauromorpha

|  |
|  `--
Pterosauria

`--
Dinosauromorpha

      |--
Lagerpeton

      `--
Dinosauriformes

           |--
Marasuchus

           `--+--
Pseudolagosuchus

              `--+--
Silesaurus

                 `--+--
Eucoelophysis

                    `--
Dinosauria

                         |--
Saurischia

                         |   |--
Herrerasauridae

                         |   `--
Eusaurischia

                         |       |--
Theropoda

                         |       `--
Sauropodomorpha

                         `--
Ornithischia
```